# 固本乡
固本乡，是中华人民共和国贵州省黔东南苗族侗族自治州锦屏县下辖的一个乡镇级行政单位。

## 行政区划
固本乡下辖以下地区：
南河村、美乐村、瑶里村、九桃村、锦额村、高舟村、务翁村、扣文村、控俄村、晚娄村、东庄村、八一村和培亮村。